# 루돌프 폰 예링

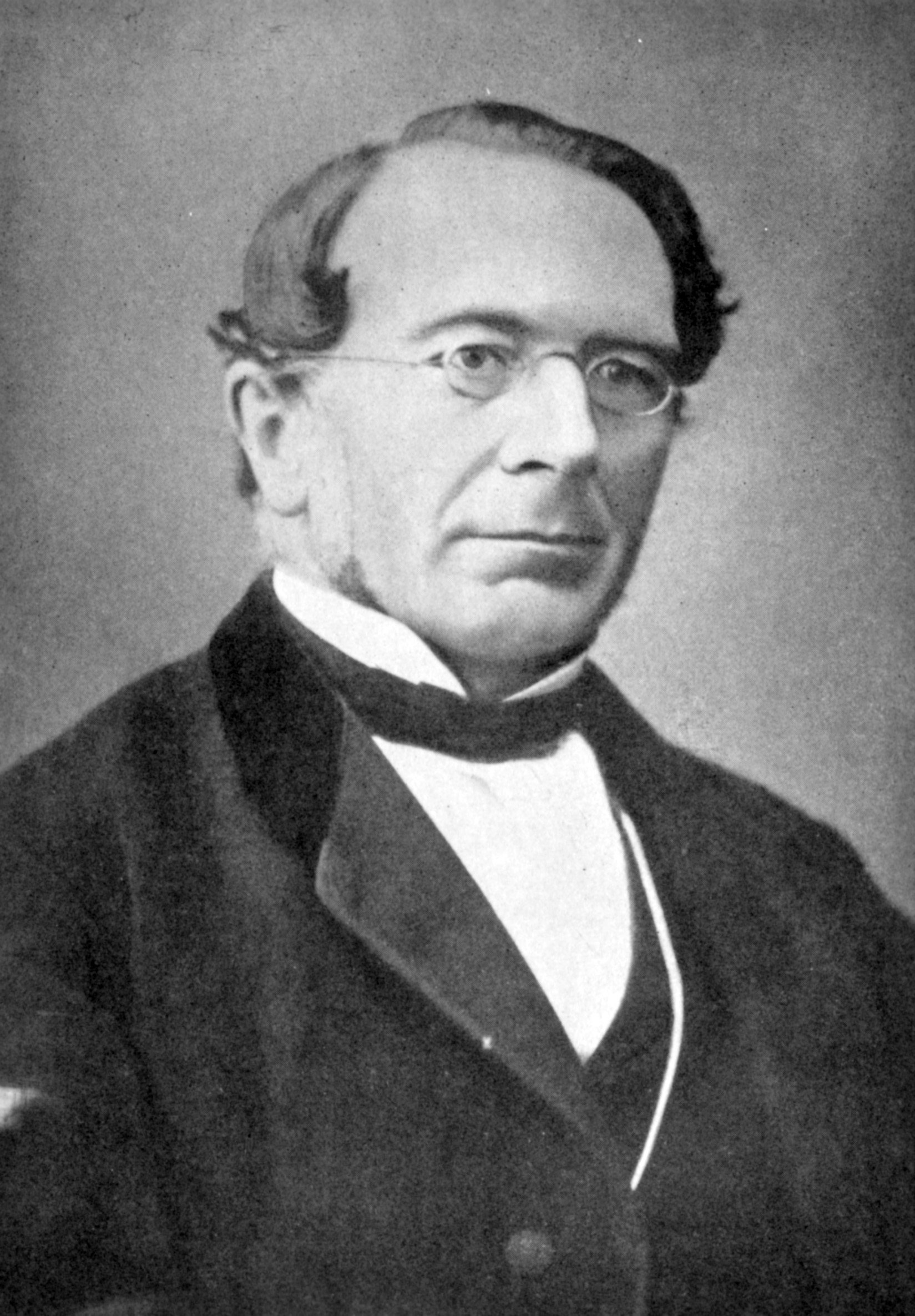
1888년의 루돌프 폰 예링

루돌프 폰 예링(독일어: Rudolf von Jhering, 1818년 8월 22일 ~ 1892년 9월 17일)은 독일의 법학자이다. 1872년에 출간한 《권리를 위한 투쟁》(독일어: Der Kampf ums Recht)의 저자로 알려져 있으며, 근대사회학적인 법학의 기초를 쌓은 역사법학의 학자로도 잘 알려져 있다.
처음에는 법개념의 논리적 체계의 구축에 전념하였으나, 후에 그의 대저 《로마법의 정신》의 제4권(1867년)에서 논리성을 추구하는 입장에서 실생활의 요구를 중시하는 입장으로 전향하였다. 그 위에 《법 안에서의 목적》(1877년~1883년)에서는 목적이 모든 법의 창조자이며, 모든 법이 사회의 생존 조건을 보장하는 것을 목적으로 하여 생긴 것임을 역설하였으며, 법과 그때그때의 사회적 요구와의 관련을 강조했다.

## 주요 저서
- 《다양한 발전 단계 상에서의 로마법의 정신》(독일어: Der Geist des roemischen Rechts auf den verschiedenen Stufen seiner Entwicklung) - 전4권, 1852년 ~ 1878년
- 《권리를 위한 투쟁》(독일어: Der Kampf ums Recht) - 1872년
- 《법 안에서의 목적》(독일어: Der Zweck im Recht) - 전2권, 1877년 ~ 1883년
- 《법학 안에서의 농담과 진담》(독일어: Scherz und Ernst in der Jurisprudenz), 1884년

## 참고 자료
- 이 문서에는 다음커뮤니케이션(현 카카오)에서 GFDL 또는 CC-SA 라이선스로 배포한 글로벌 세계대백과사전의 "〈법학의 경향과 방법〉, 예링" 항목을 기초로 작성된 글이 포함되어 있습니다.